# Jan Ledwoch
Jan Ledwoch (ur. 26 lutego 1891 w Irządzach, zm. 2 września 1952) – polski polityk i publicysta.

## Życiorys
Studiował na Uniwersytecie Warszawskim, a w latach 1916–1918 na Wydziale Filozoficznym Uniwersytetu Jagiellońskiego. Był trzykrotnie wybierany na posła na Sejm II RP: w 1919, 1922 i 1928. Pracował w redakcji „Wyzwolenia” i „Gazety Chłopskiej”. Od 1917 był członkiem Polskiego Stronnictwa Ludowego „Wyzwolenie”, w 1926 przeszedł do Stronnictwa Chłopskiego, które opuścił w 1930. W późniejszym okresie był m.in. członkiem Sejmiku i Wydziału Powiatowego we Włoszczowie i prezesem rady nadzorczej spółdzielni rolniczo-handlowej w Szczekocinach.